# Gaesischia exul
Gaesischia exul là một loài Hymenoptera trong họ Apidae. Loài này được Michener, LaBerge & Moure mô tả khoa học năm 1955.